# Colorado State University
Colorado State University är ett amerikanskt statligt universitet i Fort Collins, Colorado, USA. Universitetet erbjuder kandidatexamen i 62 olika program och masterexamen i 59 program. Antalet studenter uppgår till omkring 25 000. 

## Historik
Universitetet har sedan dess grundande 1870 haft följande namn:
- 1870: Colorado Agricultural College
- 1879: Agricultural College of Colorado
- 1935: Colorado College of Agricultural and Mechanic Arts (Colorado A&M)
- 1944: Colorado Agricultural and Mechanical College (Colorado A&M)
- 1957: Colorado State University

## Alumner
| Film/TV - Leslie Jones Idrottare - Jack Christiansen - Dale Dodrill - Ellen Nyström | Politiker/offentlig förvaltning - Wayne Allard - Cory Gardner - John Ensign - Marilyn Musgrave - Bill Ritter - Roy Romer |